# خوان كارلوس سوكورو
خوان كارلوس سوكورو (بالإسبانية: Juan Carlos Socorro) (13 مايو 1972 في فنزويلا - ) هو لاعب كرة قدم فنزويلي في مركز الوسط. شارك مع منتخب فنزويلا لكرة القدم. أما مع النوادي، فقد لعب مع نادي إلتشي ونادي لاس بالماس وديبورتيفو ميراندا وديبورتيفو إيطاليا ‏ وUniversidad de Las Palmas CF ‏ وUD Gáldar ‏.

## وصلات خارجية
- خوان كارلوس سوكورو على موقع قاعدة بيانات كرة القدم.إي يو (الإنجليزية)
- خوان كارلوس سوكورو على موقع ناشيونال فوتبول تيمز (الإنجليزية)